# Saint Seiya: Wojownicy Świętej Wojny
Saint Seiya: Wojownicy Świętej Wojny – jeden z pięciu filmów animowanych, pełnometrażowych nawiązujących do Rycerzy Zodiaku, stworzony w 1989 roku. 

## Fabuła
Do świata powraca Lucyfer chcący zniszczenia ludzkości w jak najokrutniejszy sposób i napawać się cierpieniem Saori Kido. U jego boku oprócz jego Piekielnych Aniołów stają Posejdon, Eris i Apollo. 
Rycerze z Brązu ruszają do akcji ratowania świata, lecz czasu nie mają zbyt dużo. 

## Postacie

### Bogowie
- Saori Kido - Atena (Keiko Han)
- Lucyfer (Masane Tsukayama)
- Posejdon
- Eris
- Apollo

### Rycerze z Brązu
- Seiya (Tôru Furuya)
- Hyoga (Kôichi Hashimoto)
- Shun (Ryô Horikawa)
- Ikki (Hideyuki Hori)
- Shiryu (Hirotaka Suzuoki)